# Большое Пищалино
Большое Пищалино — деревня в Зубцовском районе Тверской области России. Входит в состав Зубцовского сельского поселения.

## География
Деревня расположена близ левого берега реки Волги в 10 км на северо-восток от города Зубцов.

## История
В 1772 году в селе Терешково близ деревни на берегу Волги была построена деревянная Никольская церковь с 2 престолами.
В конце XIX — начале XX века деревня входила в состав Коптевской волости Зубцовского уезда Тверской губернии. В 1888 году в деревне было 54 двора, школа грамотности, кузница, крупорушка, питейное заведение, мелочная лавка; промыслы: пильщики, извозчики, пастухи.
С 1929 года деревня являлась центром Пищалинского сельсовета Зубцовского района Ржевского округа Западной области, с 1935 года — в составе Калининской области, с 1994 года — центр Пищалинского сельского округа, с 2005 года — в составе Зубцовского сельского поселения.

## Население
| 1859 | 1888 | 1920 | 1997 | 2002 | 2010 |
| ---- | ---- | ---- | ---- | ---- | ---- |
| 288  | ↗328 | ↘307 | ↘279 | ↘259 | ↘256 |

## Инфраструктура
В деревне имеются Пищалинская основная общеобразовательная школа (основана в 1988 году), дом культуры, фельдшерско-акушерский пункт, отделение почтовой связи.